# Baronía de Romañá
La Baronía de Romañá es un título nobiliario español creado el 29 de diciembre de 1913 por el rey Alfonso XIII a favor de Francisco de Paula de Romañá y de Suari.

## Barones de Romañá
|                           | Titular                                 | Periodo                   |
| Creación por Alfonso XIII | Creación por Alfonso XIII               | Creación por Alfonso XIII |
| ------------------------- | --------------------------------------- | ------------------------- |
| I                         | Francisco de Paula de Romañá y de Suari | 1913-1950                 |
| II                        | Hilaria de Romañá y Gelada              | 1953-1979                 |
| Vacante                   |                                         |                           |

## Historia de los Barones de Romañá
- Francisco de Paula de Romañá y de Suari (.-1950), I barón de Romañá.

1. Casó con María del Pilar Gelada y Pascual. Le sucedió, en 1953, su hija:

- Hilaria de Romañá y Gelada (1901-1979), II baronesa de Romañá. Sin descendientes.

## Nota
En el año 2000 hubo un intento de rehabilitación, que fue denegado.